# AgustaWestland AW119 Koala
AgustaWestland AW119 Koala je osemsedežni enomotorni večnamenski helikopter. Zasnovalo ga je italijansko podjetje Agusta, preden se je združilo z britanskim Westland Helicopters v AgustaWestland. Helikopter je namenjen operaterjem, ki želijo nižje obratovalne stroške v primerjavi z dvomotornimi.
Sprva so v 1970ih dali oznako A119, 11-sedežnemu helikopterju, podaljšani verziji A109 Kasneje se je A119 pojavil leta 1994. Takrat je imel Agusta velike finančne težave in skoraj bankrotirala.Prvi protorip so uporabili za statične teste. Prvič je poletel leta 1995 in leta 2000 začel serijsko proizvodnjo. Agusta je morala predelati helikopter, da je izpolnila zahteve kupcev. Spremenili so proizvajalca motorjev, sprva načrtovani Turboméca Arriel je dal mesto Pratt & Whitney Canada PT6B. Leta 1999 je dobil certifikacijo od Registro Aeronautico Italiano. 
A119 so zasnovali na podlagi zelo uspešnega A109, vendar so uporabili samo en motor (kot je bil sprva predvidevano tudi na A109). Spremenili so pristajalno podvozje s koles na sanke. A119 je imel širokotrupno kabino s tremi v vrsti ali pa dve nosili za medicinske namene, večina podobnih helikopterjev je imela kapaciteto samo enega. Prostornina kabine je okrog 30% večja od konkurenčnih helikopterjev.

## Tehnične specifikacije(AW119Ke)
- Posadka: 1 pilot
- Kapaciteta: 6-7 potnikov
- Dolžina: 13,01 m (42 ft 8 in)
- Premer rotorja: 10,83 m (35 ft 6 in)
- Višina: 3,77 m (12 ft 4 in)
- Površina rotorje: 92,1 m² (991 ft²)
- Prazna teža: 1 430 kg (3 152 lb)
- Maks. vzletna teža: 2 720 kg (6283 lb)
- Motor: 1 × Pratt & Whitney Canada PT6B-37A turbogredni, 747 kW (1 002 KM) vsak

- Maks. hitrost: 267 km/h (166 mph, 152 vozlov)
- Največji dolet: 991 km (618 milj, 535 nm)
- Višina leta (servisna): 6 096 m (15 000 ft)